# José de San Martín
(José de San Martín)
José Francisco de San Martín y Matorras, noto semplicemente come José de San Martín (Yapeyú, 25 febbraio 1778 – Boulogne-sur-Mer, 17 agosto 1850), è stato un generale, patriota e rivoluzionario argentino; fu insignito del titolo onorifico di  Libertador (Liberatore) in ragione del suo decisivo contributo all'indipendenza di Argentina, Cile e Perù. Fu, inoltre, protettore del Perù. È insieme a Simón Bolívar uno dei personaggi più rappresentativi della storia dell'America Latina.
Compì gli studi militari in Spagna e, una volta entrato nell'esercito di tale Paese, combatté in Nordafrica, quindi contro Napoleone, impegnandosi nella guerra d'indipendenza spagnola nelle battaglie di Bailén e dell'Albuera. Assegnato con il grado di tenente colonnello a un reggimento di Buenos Aires, concepì il piano di emancipazione delle colonie sudamericane dalla madrepatria; realizzò l'indipendenza argentina e successivamente combatté per quelle del Perù e a seguire del Cile.
Morì in Francia nel 1850 ed è considerato insieme a Simón Bolívar tra gli artefici più importanti della fine della colonizzazione spagnola in America Latina; l'Argentina lo onora come Padre della Patria e lo considera eroe nazionale; il Perù gli riconosce il titolo di liberatore del Paese nonché di "Fondatore della Libertà del Perù", "Fondatore della Repubblica" e "Generalissimo"; l'ejército de Chile gli riconosce il grado di Capitano generale.

## Biografia

### Famiglia e primi anni
Nato da don Juan de San Martín y Gómez, nativo di Cervatos de la Cueza, in Spagna, tenente governatore del dipartimento di Palencia, e da doña Gregoria Matorras, era il minore di cinque fratelli, María Elena, Manuel Tadeo, Juan Fermín Rafael e Justo Rufino.

Trasferitosi nel 1781 con la famiglia prima a Buenos Aires e poi in Spagna, il 6 dicembre 1783 entra nel Real Seminario dei Nobili di Madrid e nel 1786 nella Scuola de Temporalidades di Málaga, dove impara latino, francese, danza, disegno, retorica, matematica, storia e geografia.

### La carriera militare

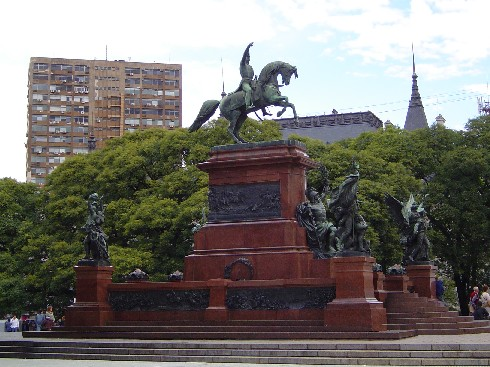
Monumento a Buenos Aires

Nel 1789 inizia la carriera militare nel Reggimento della Murcia, prendendo parte alla campagna d'Africa, combattendo a Melilla e Orano. Nel 1797 ottiene il grado di sottotenente per i suoi meriti nelle azioni militari contro i francesi nei Pirenei nel 1793, ma nell'agosto del 1797 il suo reggimento si arrende ai francesi. Capitano di fanteria, combatte a Gibilterra e a Cadice.
Nel 1808 le truppe di Napoleone invadono la Spagna, catturando il re Ferdinando VII. Il popolo spagnolo insorge contro l'imperatore e il fratello Giuseppe Bonaparte, appena proclamato dai francesi re di Spagna. Distintosi nella guerra contro i francesi, ottiene il grado di capitano nel Reggimento di Borbone, partecipando alla vittoriosa battaglia di Bailén il 19 luglio 1808. Questa vittoria permette all'esercito dell'Andalucía di riconquistare Madrid; San Martín riceve il grado di tenente colonnello ed è decorato con la medaglia d'oro.
Continua la lotta contro i francesi nell'esercito alleato anglo–portoghese, partecipando, agli ordini del generale Beresford, alla battaglia di Albuera il 16 maggio 1811. Conosce Lord Macduff (James Duff, IV conte di Fife), un nobile scozzese che lo introduce nei circoli clandestini e liberali che complottano per l'indipendenza dell'America latina dalla Spagna. Nel 1810, infatti, la Nuova Granada (odierni Venezuela, Colombia ed Ecuador), le provincie del Rio della Plata e la Nuova Spagna, ossia gli attuali Argentina e Centro America, si XD mi exmi r3.

### A Londra
Diventato massone, grazie a Lord Macduff ottiene il passaporto per poter viaggiare in Inghilterra, incontrandosi con i compatrioti dell'America latina Carlos María de Alvear, José Matías Zapiola, Andrés Bello, Tomás Guido e altri, che facevano parte della Loggia Lautaro della Grande Fratellanza Americana, fondata da Francisco de Miranda, il quale, con Simón Bolívar, lottava già per l'indipendenza del Venezuela. Contatta anche politici inglesi che lo mettono al corrente del cosiddetto Piano Maitland, una strategia di liberazione dell'America dalla dominazione spagnola.

### Il ritorno a Buenos Aires
Nel gennaio 1812 San Martín si imbarca per Buenos Aires a bordo della fregata inglese George Canning. La situazione politica nella capitale era confusa: il primo governo argentino, denominato Primera Junta, si era costituito il 25 maggio 1810; dopo si era formata la Junta Grande con i deputati delle Province, e finalmente, nel settembre 1811, un esecutivo composto da tre personalità. Viene poi ricevuto dai membri di questo governo argentino, denominato Primo Triumvirato, che gli riconosce il grado di tenente colonnello. Il 16 marzo è incaricato di costituire un reggimento che abbia il compito di difendere le rive del Paraná. Con Carlos María de Alvear e José Matías Zapiola fonda la loggia massonica Lautaro di Buenos Aires. Il 12 novembre 1812 sposa la quindicenne Remedios de Escalada.
La città di Montevideo non riconosce la Giunta di Buenos Aires e inizia le ostilità contro la capitale. Il Paraguay si dichiara indipendente, in Cile una Giunta si pronuncia contro l'autorità del viceré spagnolo; nell'Alto Perù (l'attuale Bolivia e le Province del nord dell'Argentina), i realisti occupano la provincia di Salta e avanzano su Tucumán, difesa dall'Esercito del Nord comandato dal generale Manuel Belgrano.
Nel gennaio 1813 le posizioni militari sono consolidate: il generale José Rondeau dirige la piazzaforte di Montevideo, controllando i fiumi e attaccando le città costiere; il 28 gennaio il Triumvirato ordina al colonnello San Martín di proteggere le rive del fiume Paraná dagli sbarchi realisti. Sbarcati a San Lorenzo, nei pressi di Rosario, i realisti sono attaccati e sconfitti dalle truppe di San Martín il 3 febbraio, abbandonando armi e cannoni. San Martín ritorna a Buenos Aires in trionfo. Questa azione viene ricordata come "battaglia di San Lorenzo" (Combate de San Lorenzo); allo scontro è ispirata una marcia militare chiamata "Marcia di San Lorenzo" (Marcha de San Lorenzo).
Dopo questa vittoria viene messo a capo dell'esercito del Nord, sostituendo il generale Manuel Belgrano. Si accorda con il colonnello Martín Miguel de Güemes e lascia brevemente il comando, ritirandosi nella provincia di Córdoba per rimettersi da un'ulcera allo stomaco.
Poco dopo anche il generale Belgrano batte i realisti a Salta, li insegue fin nell'Alto Perù, ma è poi sconfitto e costretto alla ritirata il 14 novembre 1813.
I realisti, agli ordini del generale Pezuela, minacciano le province di Salta e Jujuy.
La frontiera nord è difesa da gauchos a cavallo, al comando del colonnello Martín Güemes, originario di Salta, che conosce bene il territorio e solleva la popolazione contro il nemico. Intanto, sul Río de la Plata, la flotta comandata da Guillermo Brown distrugge la flotta realista di fronte a Montevideo e conquista la città nel giugno 1814. Tutte le forze realiste sono costrette a ritirarsi sull'Alto Perù.

### Governatore di Cuyo
Nel 1814 il triumviro Gervasio Antonio Posadas lo nomina governatore di Cuyo. Da questo momento si occupa dell'organizzazione dell'esercito del Nord, con l'appoggio del triumviro Carlos María de Alvear, già conosciuto a Cadice, mentre il Congresso di Tucumán dichiara l'indipendenza delle Province Unite del Río de la Plata il 9 luglio 1816. Il 23 agosto nasce a Mendoza colei che rimarrà la sua unica figlia, Mercedes Tomasa.
Mentre San Martín è a Cuyo, ai piedi delle Ande, il Regno del Cile, territorio liberato dal dominio spagnolo, è in pericolo per l'invasione portata dal Nord dai realisti, che sconfiggono le forze indipendentiste di O´Higgins e José Miguel Carreras a Rancagua il 1º ottobre 1814, aprendosi la strada verso Santiago. I resti dell'esercito di Carrera si rifugiano nella provincia di Cuyo, governata da San Martín.
A Buenos Aires giunge la notizia dell'esilio di Napoleone nell'isola d'Elba. Re Ferdinando VII rientra a Madrid dopo sei anni di prigionia, abolisce la costituzione di Cadice, ristabilisce l'Inquisizione e condanna a morte tutti gli oppositori.
In questo momento la rivoluzione americana sembra sconfitta: sono perduti il Cile e l'Alto Perù, è sconfitta la rivolta venezuelana con la fuga di Bolívar e Mariño a Cartagena; resiste solo la provincia del Río de la Plata, verso la quale si dirige dalla Spagna un nuovo esercito di 10.000 uomini comandati dal generale Murillo, il quale, sbarcato in Venezuela, sconfigge l'esercito di Bolívar.
San Martín, alla testa 5 di riconquistare il Cile e marciare lungo la costa del Pacifico verso Lima, facendo però credere al nemico di volersi dirigere in Bolivia.

### La spedizione in Cile

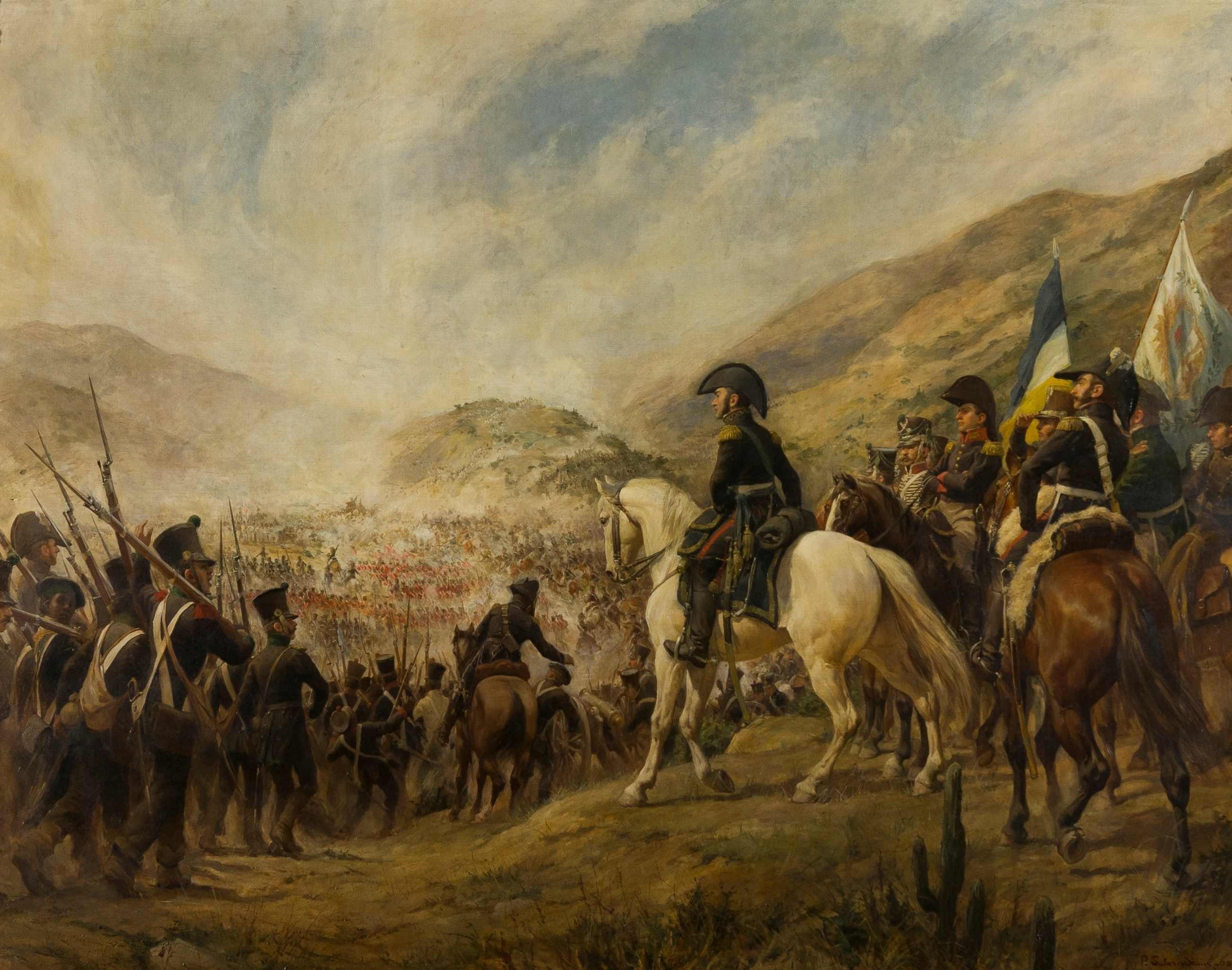

Il triumviro Juan Martín de Pueyrredón lo nomina generale in capo dell'esercito delle Ande e il 12 gennaio 1817 inizia da Mendoza la traversata delle Ande; vince la battaglia di Chacabuco il 12 febbraio, entra a Santiago due giorni dopo e nomina Bernardo O'Higgins director central (capo dello stato) e comandante in capo. A marzo ritorna a Buenos Aires, sollecitando il Direttorio ad aiutare la spedizione; ottenuti finanziamenti, torna in Cile: è sconfitto a Cancha Rayada il 19 marzo 1818, ma si prende la rivincita nella battaglia di Maipú il 5 aprile.

San Martín e O'Higgins, contando sull'aiuto di Lord Thomas Cochrane, organizzano una spedizione marittima, partendo il 20 agosto 1820 dal porto di Valparaíso. Il 12 settembre sbarca a Pisco, in Perù; il 26 ottobre si dirige a nord, occupando la città di Huaura, che diviene il quartier generale di San Martín. José de la Serna, viceré del Perù, cerca di risolvere il conflitto per via pacifica e promuove una conferenza con San Martín, che tuttavia non ha esito. Occupata Lima, il 28 luglio San Martín proclama l'indipendenza del Perù. Il 3 agosto assume il potere, governando il paese fino al 20 settembre 1822. Crea l'esercito peruviano, abolisce il tributo dovuto dagli indios, poi ristabilito da Bolívar nel 1826, e proclama la libertà degli schiavi neri nati dopo l'indipendenza.

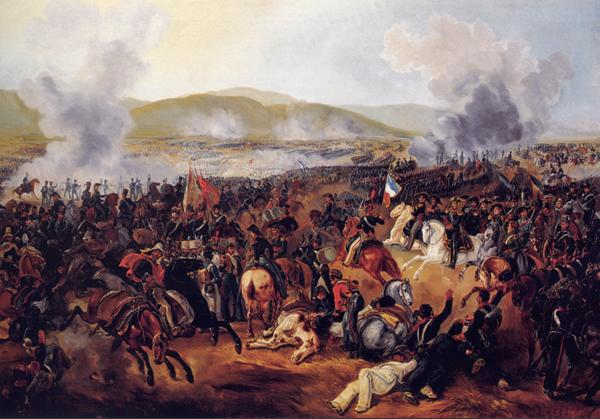
La battaglia di Maipú

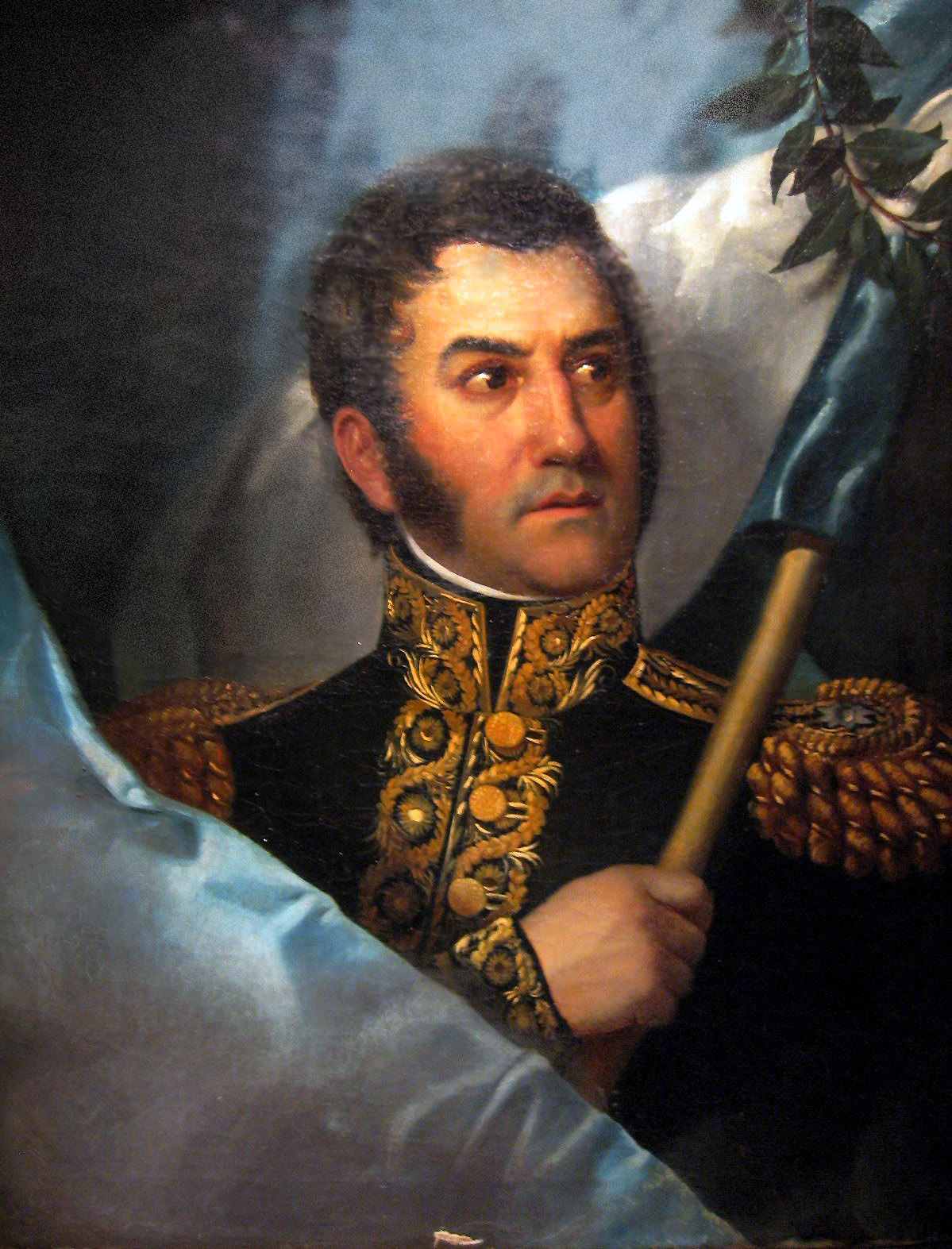

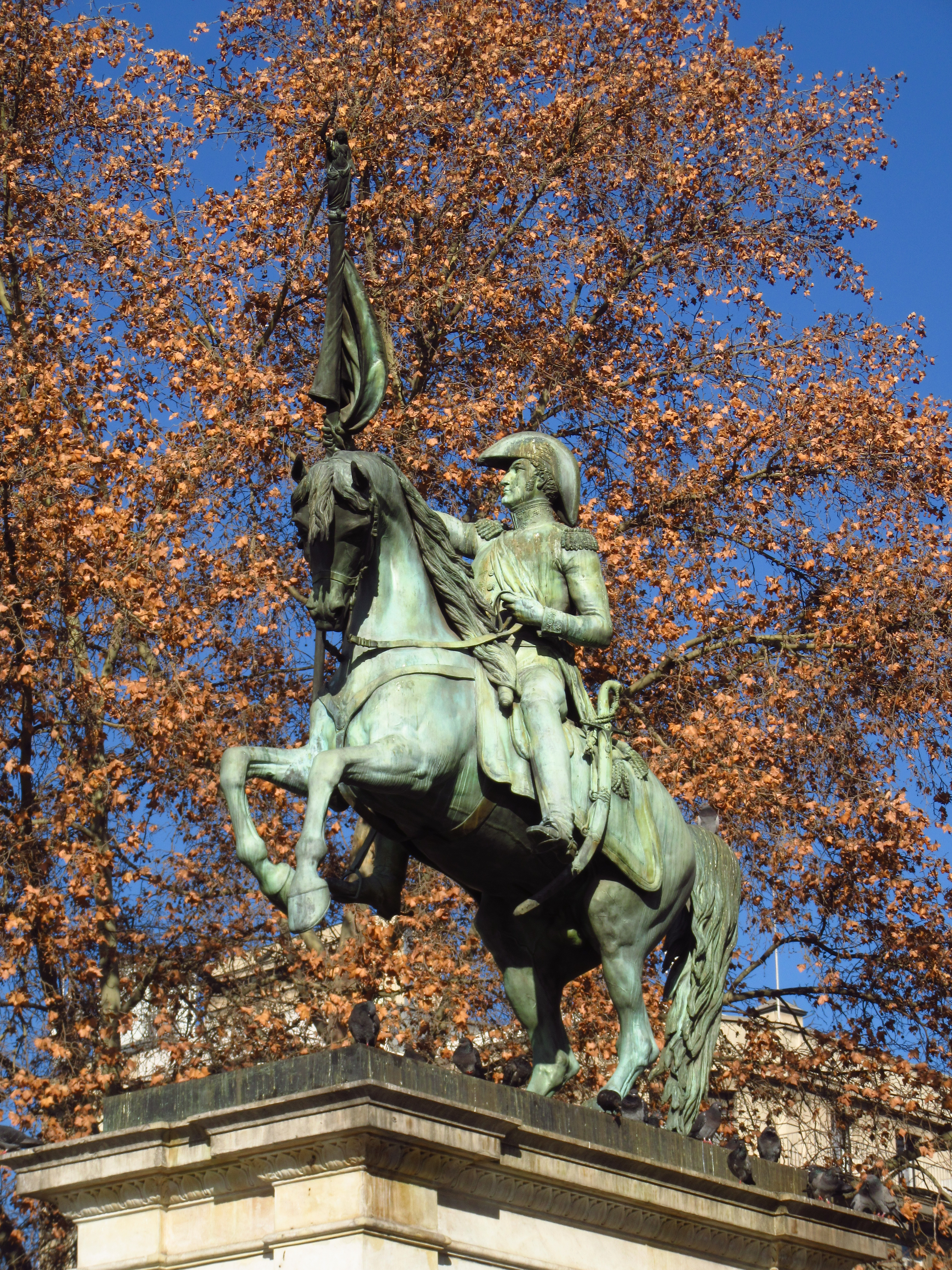
Monumento a Santiago del Cile

Collabora con lui il generale Antonio José de Sucre, luogotenente di Bolívar nella campagna militare in Ecuador. San Martín vi contribuisce, inviando soldati che partecipano alle vittorie di Riobamba e Pichincha, che comportano la resa di Quito. Tra il 26 e 27 luglio 1822 si incontra a Guayaquil con Bolívar. Poco dopo fa ritorno in Argentina.
Giunto a Mendoza, chiede di andare a Buenos Aires per vedere la moglie gravemente malata, ma il ministro Bernardino Rivadavia glielo impedisce, sostenendo che non sarebbe sicuro per San Martín venire in città. Si reca ugualmente a Buenos Aires, ma la moglie è già morta il 3 agosto 1823.

### In esilio
A Buenos Aires viene accusato di cospirazione; sono i giorni del conflitto fra coloro che vorrebbero istituire in Argentina uno stato federalista e chi vorrebbe mantenere la centralità del nuovo stato. San Martín lascia il paese con la figlia per la Francia il 10 febbraio 1824; dopo lo sbarco a Le Havre, si stabilisce dapprima a Londra, poi a Bruxelles e dopo ancora a Parigi. Nel 1825 scrive le sue Máximas para Mercedita, un sunto delle sue opinioni sull'educazione dedicate alla figlia.

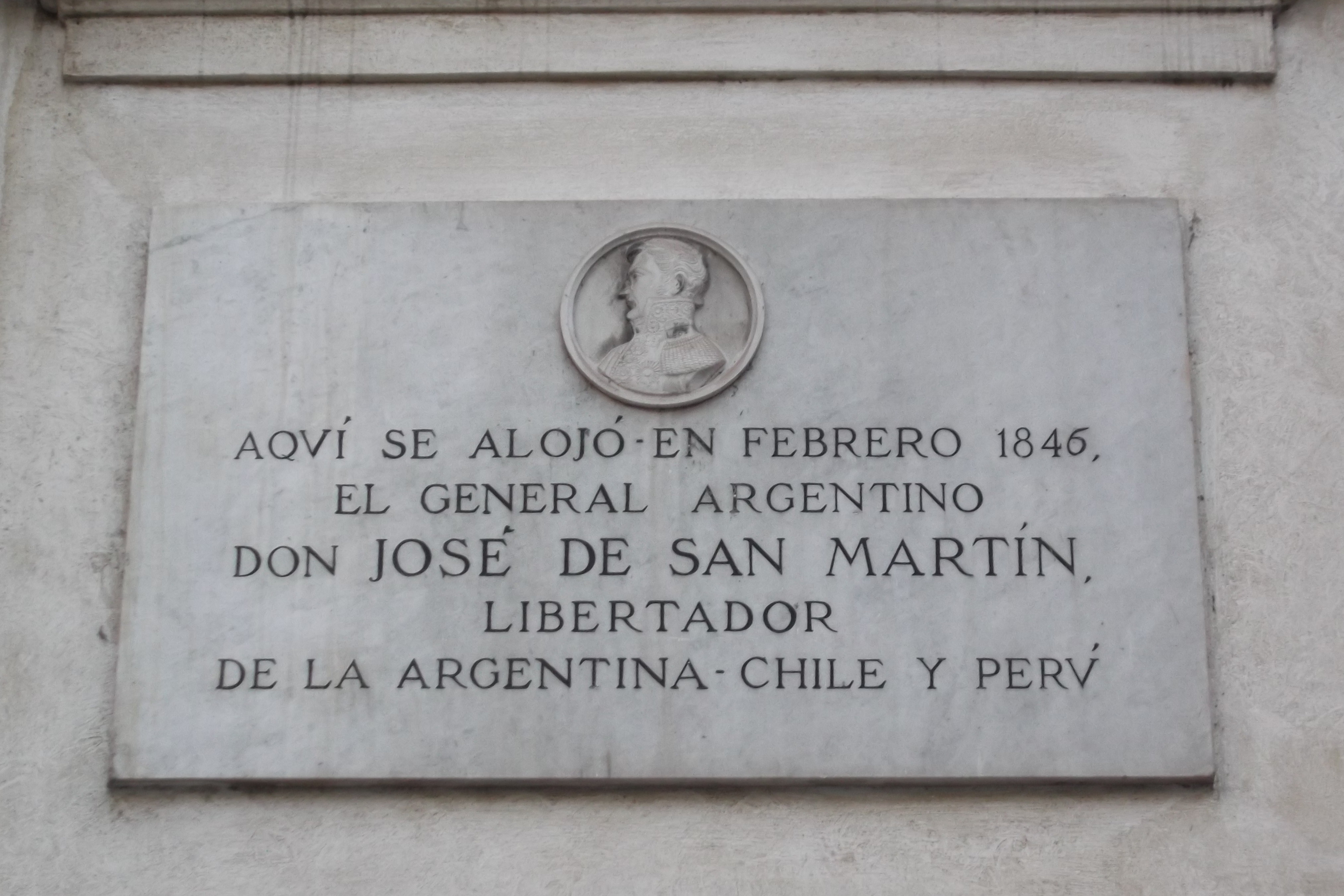
Roma - Targa commemorativa a José de San Martín. Si trova sulla facciata esterna che dà sulla piazza del "Grand Hotel de la Minerve".

Nel 1828 cerca di tornare a Buenos Aires, ma non vi sbarca neppure e si ferma per tre mesi a Montevideo. La ribellione del suo vecchio compagno Juan Lavalle contro il governatore Manuel Dorrego, la fucilazione di altri suoi vecchi compagni e i contrasti politici nel paese lo spingono a ritirarsi definitivamente in Europa, pur mantenendo contatti con gli amici di Buenos Aires: si offre anche di tornare in Argentina per la guerra contro il Brasile, nel 1827, ma non viene chiamato.
Dal marzo 1848 risiede a Boulogne-sur-Mer, dove muore il 17 agosto 1850; i suoi resti vengono traslati nel 1861 nella cappella della famiglia González Balcarce, nel cimitero di Brunoy, in Francia: solo il 28 maggio 1880 vengono riportati in Argentina e inumati nella cattedrale di Buenos Aires.

## Onorificenze

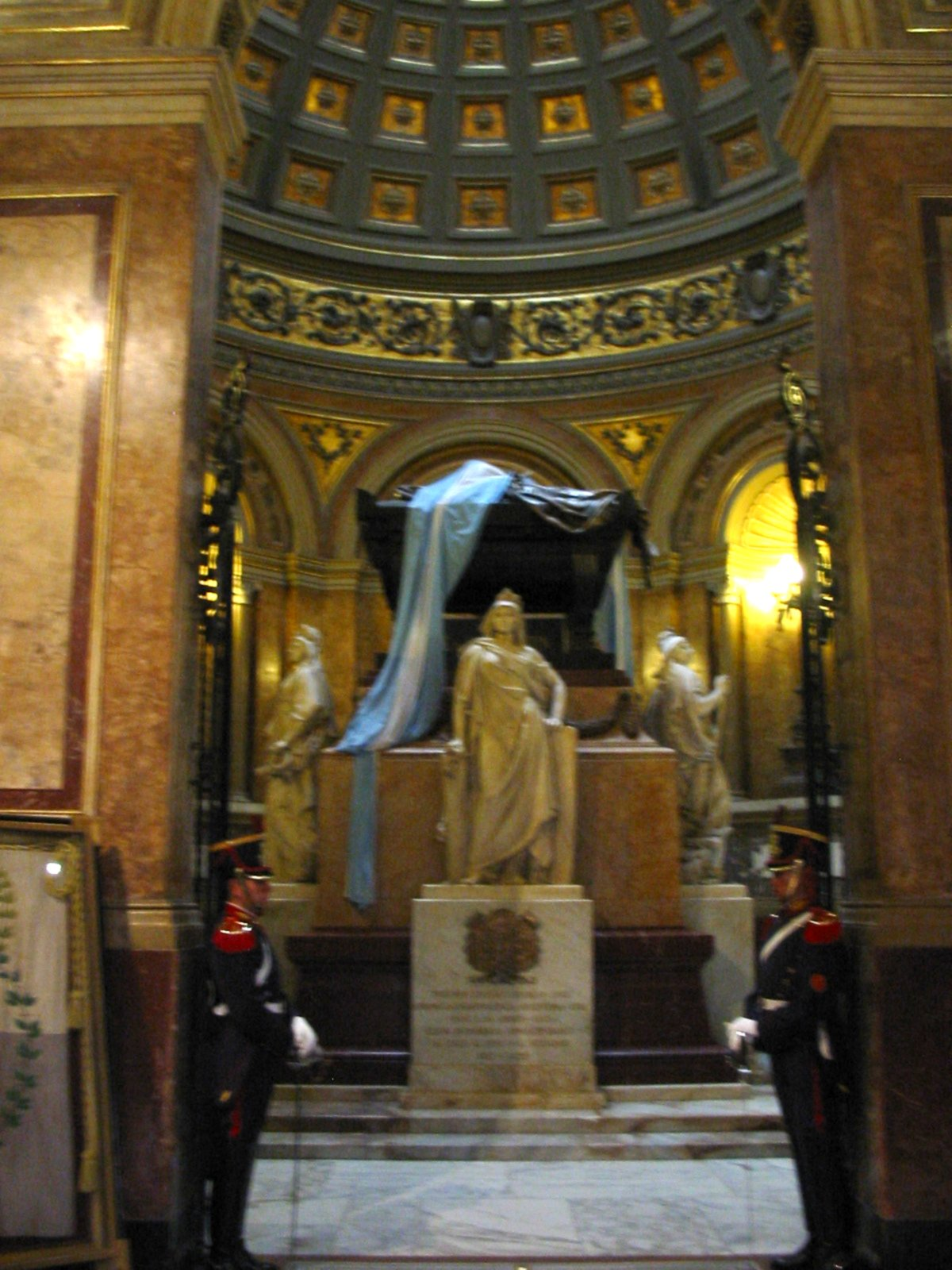
La tomba di San Martín a Buenos Aires